# 大滩站 (绍兴市)
大灘站是绍兴轨道交通1号线的地铁车站，位于中华人民共和国浙江省绍兴市越城区灵芝街道解放大道与二環北路交叉口，于2022年4月29日开通。

## 车站结构
大灘站沿解放南路南北向布置，为地下二层岛式站台车站，车站长204.6米，宽19.7米，车站地下一层为站厅层，地下二层为站台层。

### 站台
车站地下二层设有一个岛式站台，东侧站台供1号线往姑娘桥站方向列车使用，西侧站台供1号线往芳泉站方向列车使用。

### 车站楼层
| 地面层   | 出入口             | A-D出入口                          |  |  |
| 地下一层 | 站厅               | 售票机、客服中心、警务室、安检设施 |  |  |
| 地下二层 |                    | █ 1号线 往姑娘桥（凤林）           |  |  |
|          | 岛式站台，左侧开门 |                                    |  |  |
|          |                    | █ 1号线 往芳泉（火车站）           |  |  |

## 出入口
大灘站共设有4个出入口，各出口及周围设施如下所示：
| 编号                        | 建议前往的目的地               | 照片 | 无障碍设施 |
| --------------------------- | ------------------------------ | ---- | ---------- |
| 出EXIT A                    | 二環西路(北侧)，解放大道(东侧) |      | 不適用     |
| 出EXIT B                    | 二環北路(北侧)，解放大道(西侧) |      | 不適用     |
| 出EXIT C                    | 解放大道(西侧)，二環北路(南侧) |      |            |
| 出EXIT D                    | 解放大道(东侧)，二環北路(南侧) |      | 不適用     |
| 註： 设有卫生间 \| 设有电梯 |                                |      |            |